# Fenestrulina
Fenestrulina är ett släkte av mossdjur som beskrevs av Jullien 1888. Fenestrulina ingår i familjen Microporellidae.
Släktet Fenestrulina indelas i:
- Fenestrulina ampla
- Fenestrulina amplissima
- Fenestrulina antarctica
- Fenestrulina asturiasensis
- Fenestrulina barrosoi
- Fenestrulina blaggae
- Fenestrulina bullata
- Fenestrulina candida
- Fenestrulina caseola
- Fenestrulina catastictos
- Fenestrulina cervicornis
- Fenestrulina cornuta
- Fenestrulina crystallina
- Fenestrulina delicia
- Fenestrulina dictyota
- Fenestrulina disjuncta
- Fenestrulina dupla
- Fenestrulina elevora
- Fenestrulina eopacifica
- Fenestrulina epiphytica
- Fenestrulina exigua
- Fenestrulina farnsworthi
- Fenestrulina fritilla
- Fenestrulina gelasinoides
- Fenestrulina harmeri
- Fenestrulina horrida
- Fenestrulina incompta
- Fenestrulina incusa
- Fenestrulina indigena
- Fenestrulina inesae
- Fenestrulina infundibulipora
- Fenestrulina joannae
- Fenestrulina jocunda
- Fenestrulina littoralis
- Fenestrulina majuscula
- Fenestrulina malusii
- Fenestrulina marioni
- Fenestrulina microstoma
- Fenestrulina miramara
- Fenestrulina morrisae
- Fenestrulina multicava
- Fenestrulina mutabilis
- Fenestrulina orientalis
- Fenestrulina parvipora
- Fenestrulina personata
- Fenestrulina porosa
- Fenestrulina proxima
- Fenestrulina pulchra
- Fenestrulina pumicosa
- Fenestrulina reticularis
- Fenestrulina reticulata
- Fenestrulina rugula
- Fenestrulina sinica
- Fenestrulina specca
- Fenestrulina thyreophora
- Fenestrulina tongassorum
- Fenestrulina umbonata
- Fenestrulina vivianii